# Sakiko Ikeda
Sakiko Ikeda (池田 咲紀子 Ikeda Sakiko?), född 8 september 1992, är en japansk fotbollsspelare som spelar för Urawa Reds.
Sakiko Ikeda har spelat 19 landskamper för det japanska landslaget. Hon deltog bland annat i Asiatiska mästerskapet i fotboll för damer 2018.